# Viktor von Ebner
Viktor von Ebner, Ritter von Rosenstein, född 4 februari 1842, död 20 mars 1925, var en österrikisk anatom.
Ebner var lärjunge främst till Josef Hyrtl och Ernst von Brücke. Han blev medicine doktor i Wien 1866, docent i histologi och embryologi i Innsbruck 1870, professor i samma ämnen i Graz 1873 och i Wien 1886. Ebner har utövat ett stort inflytande på histologins utveckling och framlagt betydande forskningsresultat inom ett flertal av dess områden. Särskilt bör nämnas hans arbeten över tungans serösa körtlar, över bensubstansen finare byggnad, över tänderna och den tvärstrimmiga muskulaturen. Han har även namngett Ebners körtlar på tungan. På Albert von Köllikers anmodan utgav han 1899-1902 dennes Handbuch der Gewebelehre des Menschen i en fullständigt omarbetad upplaga. Detta arbete var under närmare trettio år över hela världen det främsta läroboken i anatomi. Som en framstående lärare och ledare av vetenskapliga arbeten, skolade han flera av den kommande generationens tyska och österrikiska anatomer.